# Células madre ováricas
Las células madre ováricas (OSCs por su denominación en inglés Oogonial stem cells), también conocidas como células precursoras de gametos o células germinales femeninas, son células germinales diploides con características de células madre: tienen la habilidad de renovarse y diferenciarse en otros tipos celulares dentro de su tejido de origen. Se han identificado en diversos invertebrados y en algunas especies de vertebrados, y han sido objeto de estudio en organismos como Caenorhabditis elegans, Drosophila melanogaster y Xenopus laevis (rana africana de uñas). En estos organismos, las OSCs desempeñan un papel clave en la producción de ovocitos mediante el proceso de ovogénesis durante la fase reproductiva del organismo.

## Invertebrados

### Caenorhabditis elegans

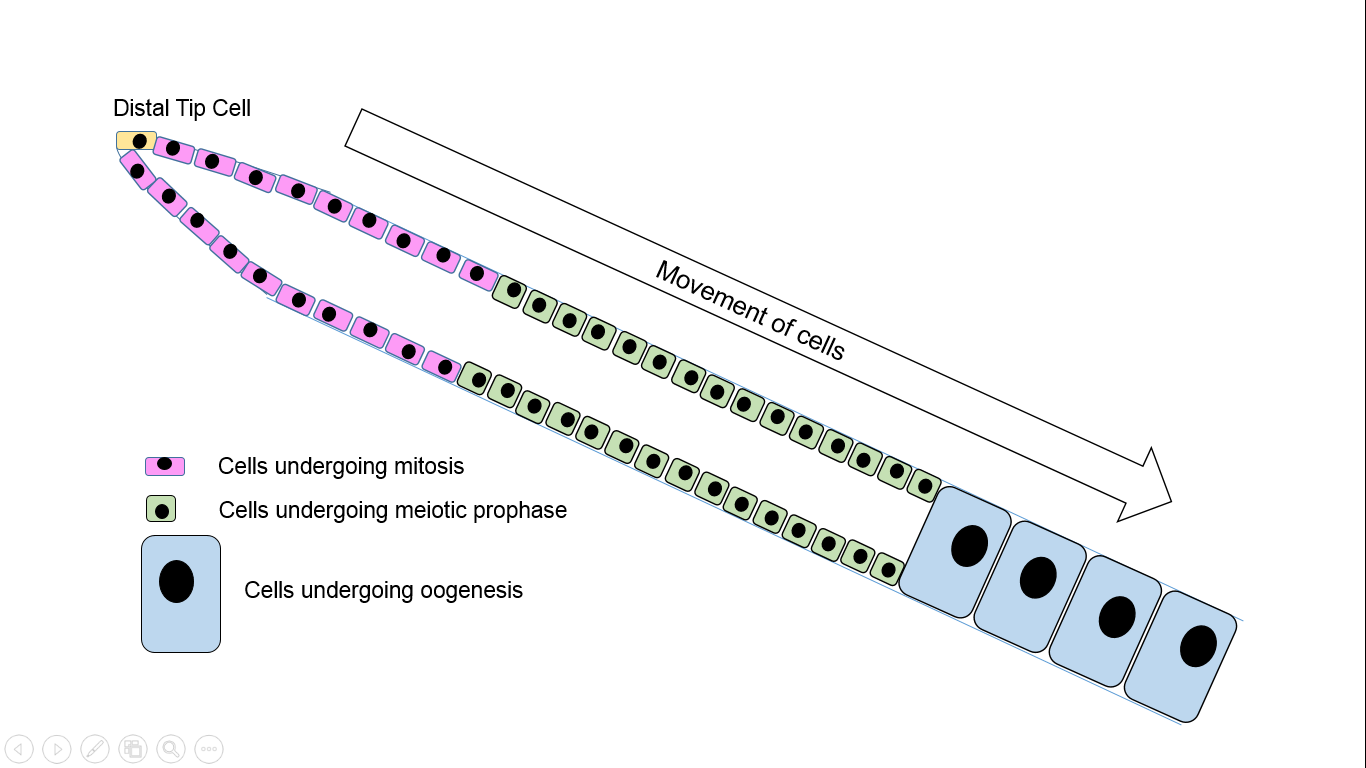
El desarrollo de células madre oogoniales en hermafroditas adultos.

El nematodo Caenorhabditis elegans (C. elegans) presenta dos tipos de reproducción: hermafrodita y masculina. En los machos, únicamente ocurre la espermatogénesis, mientras que los hermafroditas pueden producir espermatozoides hasta la adultez, momento en el cual comienza la ovogénesis.
Todas las OSCs en C. elegans derivan de una célula ubicada en la punta distal del gonado (DTC), que actúa como un nicho germinal para mantener la proliferación celular. A medida que la DTC entra en mitosis, las células resultantes migran a lo largo del organismo y transitan de la fase mitótica-proliferativa a la meiosis. Durante este proceso, las células completan la profase meiótica antes de ingresar a la región donde ocurre la ovogénesis o la espermatogénesis, dependiendo del sexo y la etapa de desarrollo del organismo.

### D. melanogaster
La mosca de la fruta (Drosophila melanogaster) es un invertebrado dioico, es decir, presenta sexos diferenciados. Las hembras poseen dos ovarios, cada uno compuesto por 16 ovariolos. El desarrollo de los ovocitos a partir de las OSCs sigue un patrón similar al observado en C. elegans.
En D. melanogaster, la maduración de los ovocitos ocurre en 14 etapas, desde la parte anterior hasta la posterior del ovariolo. Una vez alcanzada la madurez, los ovocitos se almacenan temporalmente en el útero tras pasar por el oviducto, donde permanecen hasta el momento de la fertilización.

## Vertebrados
En los mamíferos, la ovogénesis ocurre principalmente durante el desarrollo embrionario, lo que ha llevado a la creencia generalizada de que las hembras nacen con una reserva fija de ovocitos. Sin embargo, la posible existencia de OSCs en mamíferos ha sido objeto de debate, con evidencia limitada que sugiere su presencia en algunas especies, como dos tipos de lorinos y tres especies de murciélagos.
En 2004, un estudio sugirió la existencia de células madre germinales en los ovarios de ratonas adultas, capaces de generar nuevos ovocitos a partir de folículos en desarrollo. No obstante, este hallazgo fue ampliamente cuestionado debido a las técnicas utilizadas para aislar las OSCs. Algunos investigadores han argumentado que las células identificadas en estos estudios podrían no ser verdaderas OSCs, lo que ha llevado a la preferencia por el término "células madre germinales femeninas" en lugar de "células madre ováricas" en ciertos círculos científicos.

## Investigación
La posibilidad de que las células madre ováricas puedan generar nuevos ovocitos ha sido un tema de debate en la biología reproductiva. Durante décadas, se creyó que las hembras mamíferas nacían con una cantidad fija de ovocitos, una teoría consolidada en 1951 por Solly Zuckerman y respaldada por estudios como los de Hannah Peters, quien investigó la síntesis de ADN en ovocitos embrionarios. Sin embargo, estos estudios no analizaron la ovogénesis postnatal, lo que dejó abierta la posibilidad de que pudiera ocurrir en etapas más avanzadas de la vida.
En 2004, Jonathan Tilly y su equipo desafiaron este dogma al identificar una población de células madre en ovarios de ratonas adultas, capaces de generar nuevos ovocitos. Utilizando la proteína fluorescente GFP para rastrear estas células, lograron demostrar su proliferación y diferenciación en ovocitos funcionales. Sin embargo, la comunidad científica cuestionó la metodología utilizada, y hasta la fecha sigue siendo un área de intensa investigación.
Estudios más recientes han ampliado el panorama. En 2015, nuevas investigaciones sugirieron que estas células podrían abrir vías para el tratamiento de la infertilidad femenina, especialmente en casos de insuficiencia ovárica prematura o envejecimiento reproductivo.
A pesar de estos avances, la existencia y funcionalidad de las OSCs en humanos sigue sin confirmarse de manera concluyente. Investigaciones en curso buscan validar estos hallazgos y desarrollar aplicaciones clínicas que puedan traducirse en tratamientos efectivos para la infertilidad y el rejuvenecimiento ovárico.

## Posibles aplicaciones clínicas
Si se confirma la funcionalidad de las células madre ováricas en mamíferos, podrían representar una herramienta innovadora en la medicina reproductiva y el tratamiento de la infertilidad. Algunas de sus posibles aplicaciones incluyen:
- Infertilidad asociada a la edad: La disminución en la cantidad y calidad de los ovocitos con el envejecimiento es una de las principales causas de infertilidad en mujeres mayores. Si las OSCs pudieran generar nuevos ovocitos funcionales, se abriría la posibilidad de prolongar la fertilidad más allá de los límites biológicos actuales.[12]

- Insuficiencia ovárica prematura (IOP): Tanto en su variante iatrogénica (inducida por tratamientos médicos como la quimioterapia o la radioterapia) como en su forma no iatrogénica (causas genéticas, autoinmunes o idiopáticas), la IOP puede provocar la pérdida prematura de la función ovárica. Las OSCs podrían ofrecer una alternativa regenerativa al permitir la restauración de la función ovárica mediante la generación de nuevos folículos.[13]

- Preservación de la fertilidad: En mujeres que han postergado la maternidad y presentan una baja reserva ovárica, las OSCs podrían ser una alternativa a la criopreservación de ovocitos, permitiendo la formación de ovocitos nuevos en etapas avanzadas de la vida reproductiva.[14]

A pesar de su potencial terapéutico, la aplicación clínica de las OSCs aún enfrenta desafíos significativos. Hasta ahora, su diferenciación solo ha sido inducida hasta estructuras foliculares tempranas en modelos de xenotrasplante, sin evidencia concluyente de que puedan generar ovocitos funcionales en humanos. Además, la mayoría de los experimentos se han realizado en modelos murinos, y sus resultados no han sido replicados con éxito en condiciones fisiológicas normales. También persisten preocupaciones sobre su seguridad, incluyendo riesgos de alteraciones cromosómicas, formación de tumores y respuestas inmunológicas adversas. No obstante, la investigación sigue avanzando, y si se confirman sus capacidades regenerativas, las OSCs podrían revolucionar los tratamientos de infertilidad y la preservación de la fertilidad.